# Planeta superhabitable

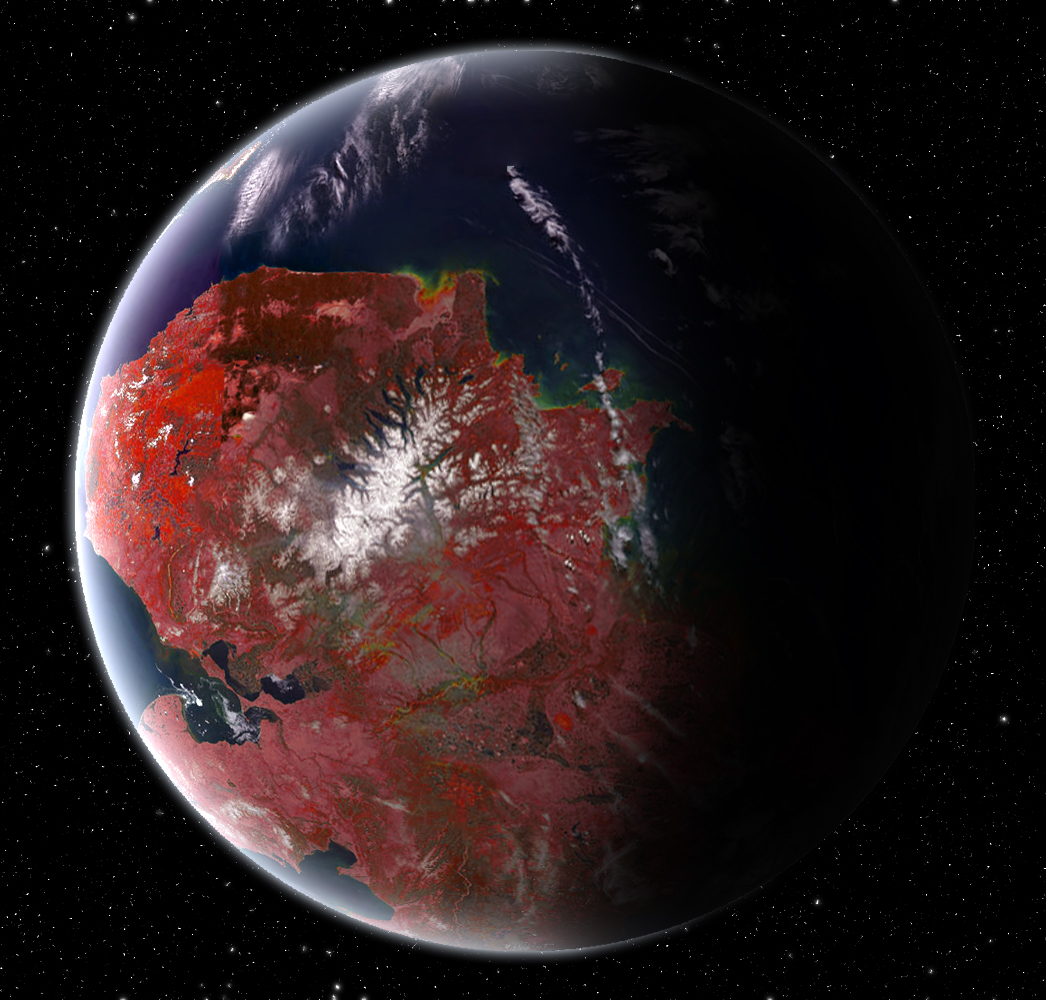
Possible aspecte d'un planeta superhabitable. El to rogenc de les masses continentals és degut al color de la vegetació.

Un planeta superhabitable és un tipus d'exoplaneta hipotètic similar a la Terra que presenta condicions més adequades per a l'aparició i evolució de la vida que el nostre propi planeta. Als últims anys, un gran nombre d'experts han criticat el criteri antropocentrista en la cerca de vida extraterrestre. Consideren que la Terra no representa l'òptim d'habitabilitat planetària en diversos aspectes, com ara el tipus d'estrella al voltant de la qual òrbita, superfície total, proporció coberta per oceans i la seva profunditat mitjana, intensitat del camp magnètic, activitat geològica, temperatura superficial, etc. Per tant, és possible que hi hagi exoplanetes a l'Univers que ofereixin millors condicions per a la vida, permetent que sorgeixi amb més facilitat i que perduri durant més temps.
Un extens reportatge publicat el gener del 2014 a la revista Astrobiology titulat Superhabitable Worlds, de René Heller i John Armstrong, recopila i analitza gran part dels estudis realitzats als anys anteriors. Les investigacions d'aquests astrofísics permeten establir un perfil pels planetes superhabitables segons el tipus estel·lar, massa i ubicació en el sistema planetari, entre altres característiques. Conclogueren que aquesta classe de planetes podrien ser molt més comuns que els anàlegs terrestres.
A mitjans del 2015, encara no ha sigut confirmat cap exoplaneta que reuneixi totes les característiques d'un planeta superhabitable. Si la composició atmosfèrica i massa de Kepler-442b (que són desconegudes) es corresponen amb les d'un planeta d'aquesta tipologia, pot ser-ho considerant la seva ubicació a la zona d'habitabilitat, tipus d'estrella i mida estimada.

## Característiques

### Superfície, mida i composició

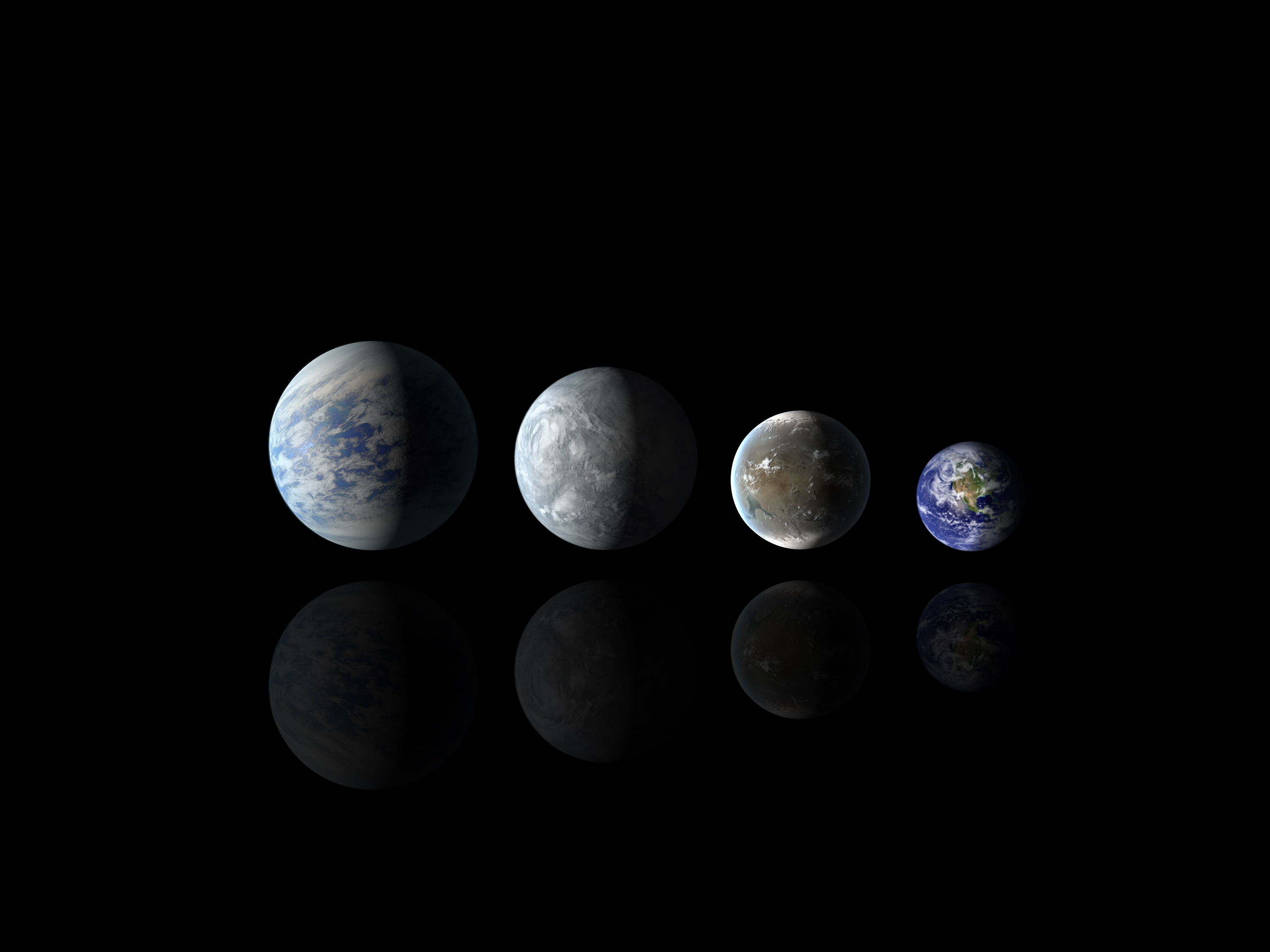
Un exoplaneta amb 1,6 R_{⊕} tindrà un radi similar al de Kepler-62e (segon començant per l'esquerra). A l'extrem de la dreta figura la Terra, a escala.

Un exoplaneta amb un volum superior al terrestre, un relleu més complex o una superfície més àmplia coberta per aigua en estat líquid pot ser més adequat per a la vida. Tanmateix, com que el volum d'un planeta sol tenir una relació directa amb la seva massa, com més massiu sigui més gran serà la seva atracció gravitatòria, cosa que pot traduir-se en una atmosfera excessivament densa.
Els estudis de l'equip de Courtney Dressing, investigadora del Harvard-Smithsonian Center for Astrophysics (CfA), indiquen que existeix un límit natural, fixat en 1,6 radis terrestres (R⊕), per sota del qual gairebé tots els planetes són cossos tel·lúrics compostos principalment de roca-ferro com Venus i la Terra. Normalment, els objectes amb una massa inferior a 6 masses terrestres (M⊕) tenen altes probabilitats de presentar una composició similar a la de la Terra. Per sobre d'aquest límit, la densitat dels planetes disminueix a mesura que augmenta la seva mida, a imatge dels gegants gasosos. A més, les superterres excessivament massives poden mancar de tectònica de plaques.
Així doncs, s'espera que qualsevol exoplaneta amb una densitat similar a la terrestre i un radi superior (proper als 1,6 ;R⊕) sigui més apte per a la vida. Tanmateix, altres estudis indiquen que els planetes oceànics representen un estat de transició entre els minineptuns i els planetes tel·lúrics, especialment si pertanyen a estrelles poc massives (que tenen planetes situats a la zona habitable que tendeixen a acumular molta més aigua). Tot i que els planetes oceà poden ser habitables, la profunditat mitjana de les seves masses d'aigua i l'absència de terres emergides s'allunya del concepte de «superhabilitat» sostingut per Heller i Armstrong. Per tant, tot i que els cossos planetaris lleugerament més massius que la Terra són, en principi, més adequats per a la vida, una mida excessiva aconsegueix precisament l'efecte contrari. Des d'una perspectiva geològica, la massa òptima d'un planeta es troba al voltant de les 2 M⊕, així que ha de tenir un radi que mantingui la densitat de la Terra (entre 1,2 i 1,3 R⊕).
Un altre factor d'habitabilitat inherent a la superfície que pot millorar l'aptitud per a la vida terrestre és la distribució de les masses continentals. En el passat, supercontinents com Pangea podien tenir vastos deserts al seu interior a conseqüència de la llunyania respecte al mar. En canvi, els continents més separats i els arxipèlags presenten una major quantitat de vegetació i de diversitat biològica.
La profunditat mitjana dels oceans també influeix en l'habitabilitat d'un planeta. Les àrees poc profundes del mar, vista la quantitat de llum que reben, solen ser més acollidores per a les espècies aquàtiques, per la qual cosa és probable que els exoplanetes amb una profunditat mitjana menor siguin més adequats per a la vida. Els exoplanetes més massius que la Terra tendeixen a tenir una superfície més regular per l'efecte de la seva gravetat, cosa que pot suposar unes conques oceàniques menys profundes. D'altra banda, els planetes amb menor quantitat d'aigua que la Terra tenen una probabilitat menor de presentar un efecte hivernacle descontrolat si es troben al límit intern de la zona habitable i és menys probable que pateixin una glaciació global si pertanyen al límit extern.

### Geologia
La tectònica de plaques, en combinació amb la presència de grans masses d'aigua sobre un planeta, és capaç de mantenir uns nivells de CO₂ constants. Aquest procés sembla habitual als planetes tel·lúrics geològicament actius amb una velocitat de rotació significativa. Com més massiu sigui un cos planetari, més temps perdurarà la seva calor interna, un factor principal que contribueix a la tectònica de plaques. Tanmateix, una massa planetària excessivament alta també pot alentir aquest fenomen a causa d'una major pressió i viscositat del mantell, cosa que dificulta el lliscament de la litosfera. Les investigacions suggereixen que la tectònica de plaques assoleix el seu màxim d'activitat en cossos amb entre 1 i 5 M⊕, sent l'òptim una massa aproximada de 2 M⊕.
Si l'activitat geològica no és prou intensa per generar una quantitat de gasos amb efecte d'hivernacle que elevin les temperatures globals per sobre del punt de congelació de l'aigua, el planeta pot experimentar una glaciació global permanent, llevat que el procés sigui contrarestat per una irradiació estel·lar intensa o per una font de calor interna com ara l'escalfament de marea.
Un altre factor favorable per a la vida als planetes més massius que la Terra resideix en el seu potencial per desenvolupar una magnetosfera més gran que protegeixi el planeta de manera més eficaç de la radiació còsmica i, especialment, dels vents estel·lars. Els cossos poc massius i els que presenten una rotació lenta (o estan ancorats per marea a la seva estrella) tenen un camp magnètic dèbil o inexistent que amb el pas del temps pot suposar la pèrdua d'una porció rellevant de la seva atmosfera, sobretot de l'hidrogen, per escapament hidrodinàmic.

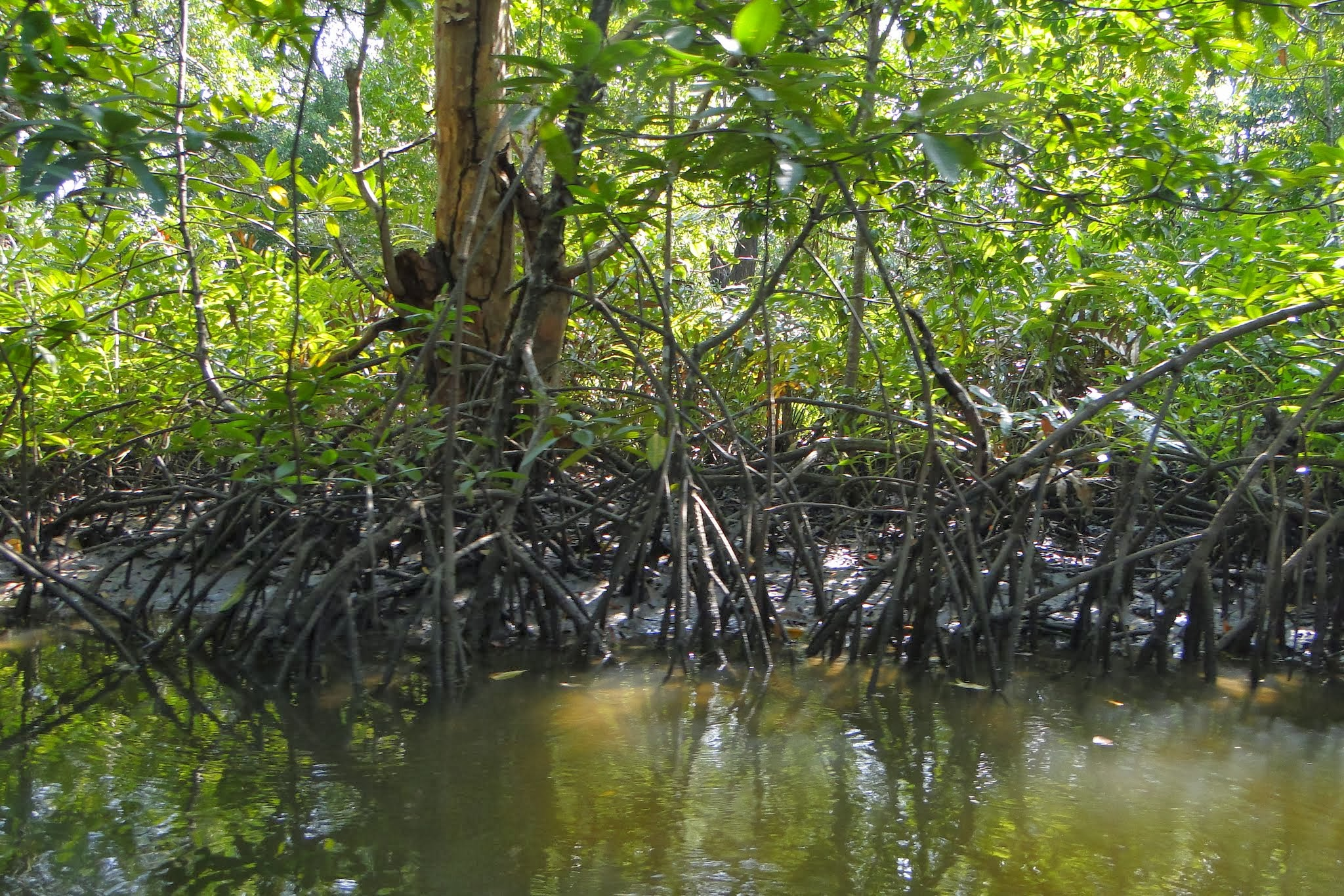
El clima d'un exoplaneta més càlid i humit que el terrestre pot ser similar al de les zones tropicals de la Terra. A la imatge, manglar a Cambodja.

### Temperatura
La idoneïtat tèrmica d'un planeta per a la vida està determinada per la seva temperatura d'equilibri (és a dir, la que correspondria a la Terra al seu lloc) i per la fluctuabilitat d'aquesta. Al llarg de la seva història, la Terra ha patit importants variacions de temperatura durant llargs períodes, com ara les superglaciacions durant el Criogenià i l'escalfament global que pogué contribuir a l'extinció massiva del Permià-Triàsic; fins i tot en els nostres dies registra oscil·lacions tèrmiques significatives en funció de la latitud i de les estacions de l'any. És possible que en els planetes amb atmosferes més denses que la terrestre, una distribució més dispersa de les seves terres emergides i/o menor inclinació del seu eix tinguin una amplitud tèrmica menor i estacions menys pronunciades. En aquest cas, les espècies autòctones no haurien d'adaptar-se a canvis de temperatura tan radicals i podrien ser més diverses. L'efecte termoregulador del mar potser suposi unes temperatures moderades en planetes oceànics situats a la zona d'habitabilitat de la seva estrella.
La temperatura d'equilibri òptima per a la vida és desconeguda, tot i que sembla que a la Terra la diversitat animal ha sigut superior en èpoques més càlides. És possible, per tant, que els exoplanetes amb temperatures mitjanes lleugerament més altes que les de la Terra siguin més aptes per a la vida. Tanmateix, estudis recents indiquen que la Terra es troba al límit intern de la zona habitable del sistema solar, cosa que pot perjudicar la seva habitabilitat a llarg termini, car les estrelles augmenten la seva lluminositat amb el pas del temps. Paradoxalment, un planeta superhabitable ha de ser una mica més càlid que la Terra i alhora orbitar més a prop del centre de la ZH del seu sistema. Això seria possible sempre que la seva atmosfera fos més densa i/o tingués una major concentració de gasos amb efecte d'hivernacle.

### Estrella

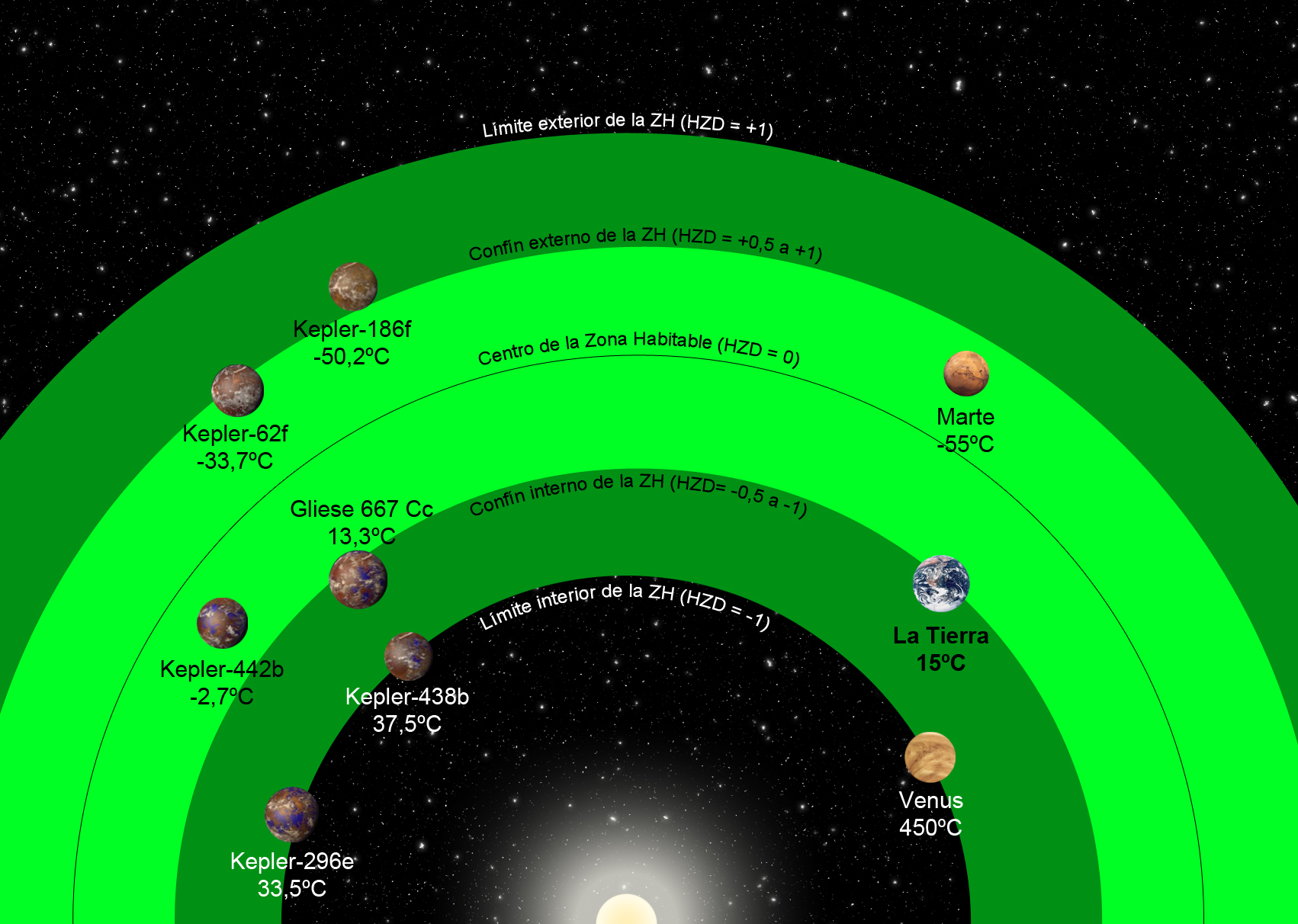
Posició en la ZH d'alguns dels planetes confirmats amb major IST i temperatura mitjana superficial.

El tipus estel·lar determina en gran manera les condicions presents en un sistema. Les estrelles més massives (O, B i A) tenen un cicle vital molt curt, abandonant ràpidament la seqüència principal. A més, les de tipus O i B produeixen un efecte de fotoevaporació que impedeix la formació de planetes al voltant de l'estrella.
A l'altra banda, les menys massives (tipus M i K-tardà, és a dir, nanes roges) són, de llarg, les més comunes i longeves de l'Univers, però el seu potencial per acollir vida encara és objecte d'estudi. La seva escassa lluminositat fa que qualsevol exoplaneta que orbiti en la seva petita zona habitable es trobi molt proper a ella, quedant exposat a la variabilitat extrema d'aquest tipus d'estrelles (especialment durant els seus primers mil milions d'anys). La proximitat entre ambdós cossos probablement es tradueixi en un acoblament de marea (és a dir, el planeta tindria un hemisferi diürn i un altre de nocturn). Encara que fos possible l'existència de vida en un sistema d'aquest tipus, és poc probable que qualsevol exoplaneta pertanyent a una nana roja pugui ser considerat com a superhabitable.
Descartant ambdós extrems, quedarien els sistemes d'estrelles de tipus K i G com a millors llars per a la vida (nanes taronges i grogues, respectivament). Ambdues permeten la formació de planetes al seu voltant, tenen una esperança de vida significativa i ofereixen una zona habitable segura, estable i lliure dels efectes derivats d'una proximitat excessiva respecte a la seva estrella. Les de tipus G, com el Sol, tenen una zona d'habitabilitat més gran, però la seva vida és considerablement més curta que les de tipus K. A més, la seva radiació és massa elevada per permetre la vida complexa sense l'existència d'una capa d'ozó. En canvi, les de tipus K o nanes taronges romanen en la seqüència principal durant molt més temps (fins al triple), cosa que suposaria un escenari perfecte per a l'evolució. Són també les més estables i la seva zona habitable varia molt poc durant la seva vida, així que un anàleg terrestre situat en una estrella tipus K ha de ser habitable durant la pràctica totalitat de la seqüència principal. A més, la seva baixa radiació pot permetre la presència de vida complexa sense l'existència d'una ozonosfera, cosa que podria accelerar la migració a terra ferma si l'evolució ha seguit un patró similar al de la Terra.

### Òrbita i rotació

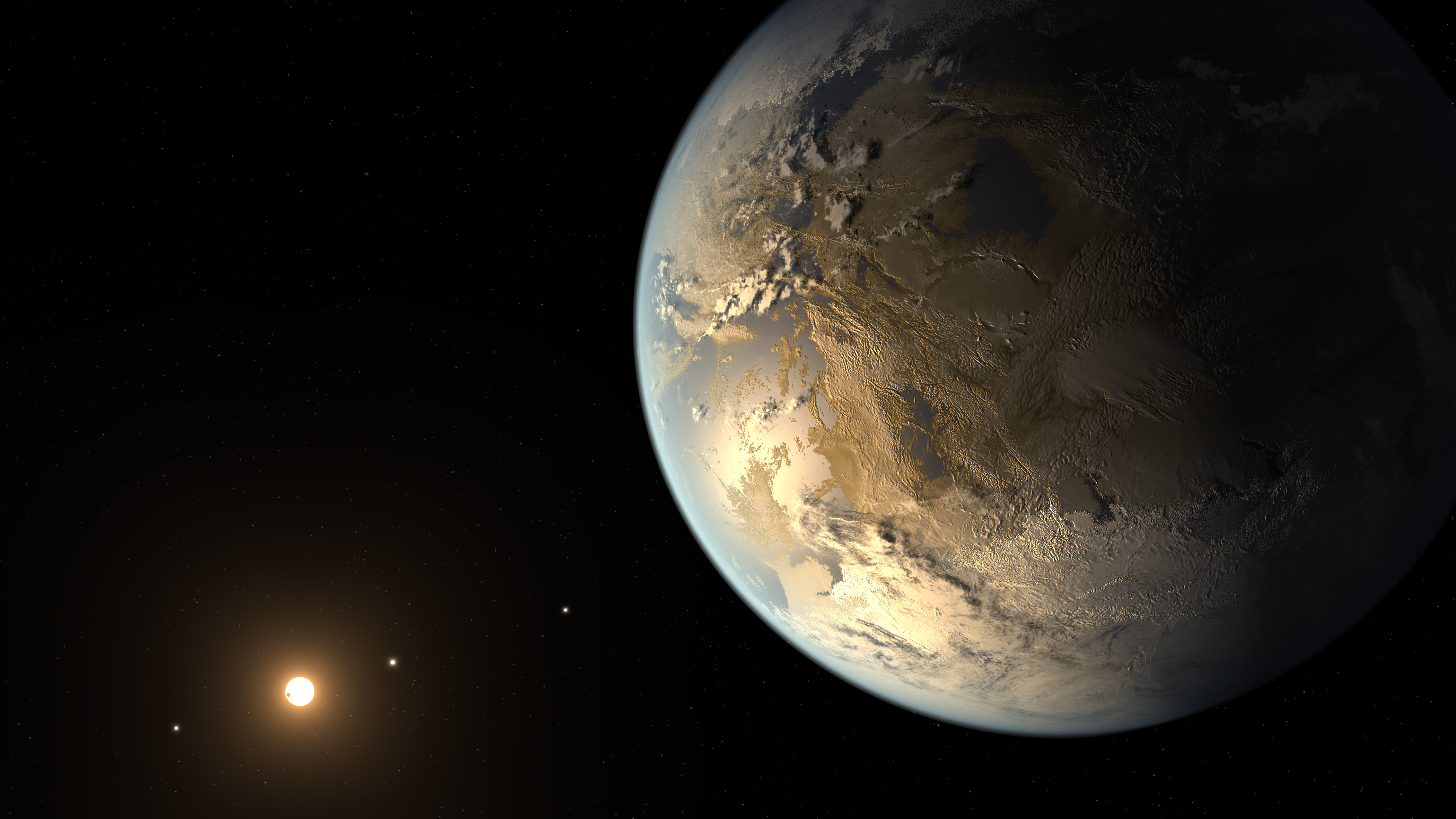
Impressió artística d'un anàleg a la Terra. Alguns planetes superhabitables podrien presentar un aspecte similar si no tenen diferències importants amb la Terra.

La rotació d'un planeta pot no ser imprescindible per a la vida si un cos ancorat per marea a la seva estrella té una atmosfera prou densa per repartir la calor entre els hemisferis diürn i nocturn. Tanmateix, la probabilitat que es desenvolupin formes de vida complexes en aquest tipus de planetes ha sigut qüestionada i, en qualsevol cas, és difícil que puguin ser catalogats com a superhabitables.
Els experts no han arribat a un consens sobre quina és la velocitat de rotació òptima per a un planeta, però sí que no ha de ser gaire elevada ni massa lenta (en darrera instància, aquest últim supòsit pot comportar problemes similars als observats a Venus). La hipòtesi de la Terra especial afegeix la necessitat d'un satèl·lit natural de considerables proporcions per equilibrar l'eix planetari, però aquesta teoria ha patit importants crítiques en la majoria dels seus arguments i les investigacions recents suggereixen que pot ser preferible l'absència d'un satèl·lit.
L'òrbita d'un planeta superhabitable ha de situar-se a la zona habitable del seu sistema. Més enllà d'aquesta consideració, no hi ha consens sobre l'efecte que pot tenir una major excentricitat orbital en els anàlegs terrestres. És possible que les fluctuacions tèrmiques derivades d'una posició notòriament més propera o allunyada de l'estrella siguin perjudicials per a la vida. D'igual manera, seria viable que excentricitats moderades però superiors a la de la Terra servissin de protecció davant d'esdeveniments de glaciació global o d'efecte hivernacle descontrolat.

### Atmosfera
No hi ha arguments sòlids per assegurar que l'atmosfera terrestre hagi arribat al punt òptim per a la vida. El percentatge d'oxigen respecte al total atmosfèric sembla una barrera a la mida de les formes de vida presents i és possible que una concentració més alta sigui més propícia per a certes formes de vida. A la Terra, durant el període Carbonífer, s'arribaren a assolir concentracions d'oxigen de fins a un 35%, cosa que coincidí amb una de les èpoques de major biodiversitat al nostre planeta.
Mentre que atmosferes menys denses que la de la Terra ofereixen una menor protecció davant de la radiació còsmica d'alta energia, més diferències tèrmiques entre el dia i la nit (i entre les zones equatorials i polars) i una mala distribució de les precipitacions, una atmosfera més densa pot aconseguir precisament l'efecte contrari. La densitat atmosfèrica ha de ser més alta en planetes més massius, cosa que reforça l'argument de les superterres com a possibles planetes superhabitables.

### Edat
Des d'un punt de vista biològic, els planetes amb més edat que la Terra poden ser millors per a la vida, car les espècies autòctones hauran tingut més temps per evolucionar, adaptant i estabilitzant les condicions de l'entorn per sostenir un ambient idoni per a la vida que puguin aprofitar els seus descendents.
La zona d'habitabilitat d'un sistema planetari s'allunya de l'estrella amb el pas del temps a mesura que augmenta la seva lluminositat. Les estrelles menys massives que el Sol triguen més a abandonar la seqüència principal i la seva evolució és molt més lenta, per la qual cosa un planeta habitable pertanyent a una estrella de tipus K pot mantenir la seva condició durant milers de milions d'anys abans de traspassar el límit intern de la zona d'habitabilitat. Tanmateix, les estrelles més antigues solen tenir una baixa metal·licitat que pot perjudicar el desenvolupament d'hipotètiques civilitzacions i fins i tot, en darrera instància, comprometre la mateixa formació planetària. S'estima que qualsevol sistema amb una metal·licitat adequada per mantenir planetes habitables no pot tenir més d'uns 7.000 milions d'anys. Tanmateix, tenint en compte la major estabilitat de les nanes taronges (tipus K) respecte al Sol (tipus G) i les seves característiques generals, és possible que la vida pugui aparèixer molt abans en aquests sistemes, estenent en gran manera el marge evolutiu concedit a les espècies locals.

## Perfil

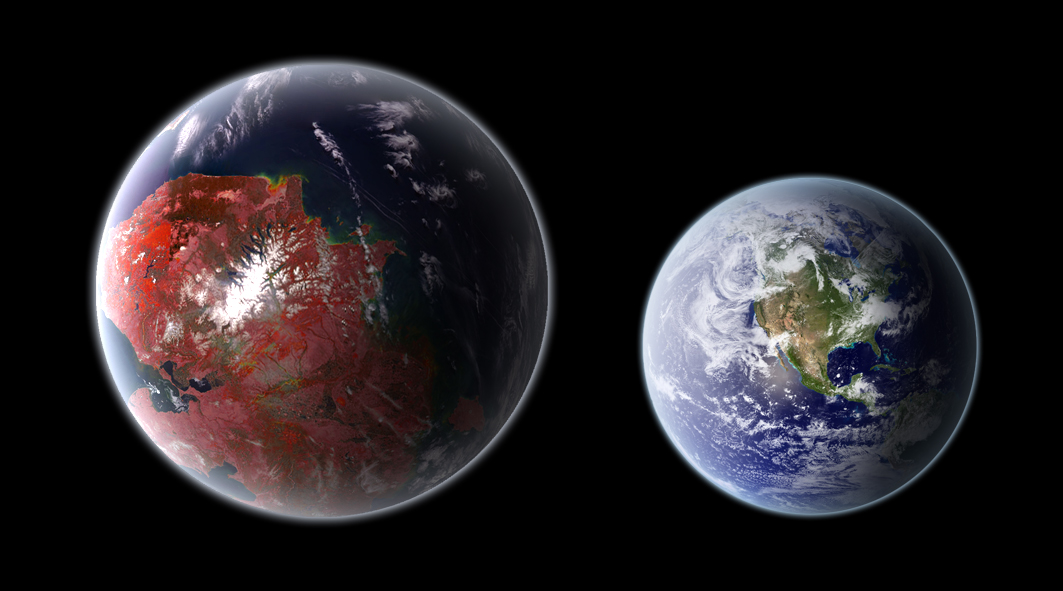
Comparació entre la mida de Kepler-442b (1,34 R_{⊕}) i la Terra (dreta).

Malgrat l'escassetat d'informació exoplanetològica disponible, les teories vistes als apartats anteriors conviden a elaborar un perfil del prototip de planeta superhabitable. Mentre que part dels punts vistos continuen sent objecte de debat, en altres sí que sembla haver-hi cert consens. Així doncs, alguns dels trets típics d'un planeta superhabitable podrien ser:
- Massa propera a 2 M⊕.
- Per conservar una densitat similar a la terrestre, el seu radi ha d'oscil·lar entre 1,2 i 1,3 R⊕.
- Percentatge de superfície coberta per oceans similar, però més repartida i sense grans masses continentals contínues.
- Menor distància respecte al centre de la zona habitable del sistema.
- Temperatura mitjana superficial lleugerament superior a la de la Terra (15 °C).
- Pertanyent a una estrella de tipus K intermèdia, amb una edat major que la del Sol (4.568 milions d'anys) però inferior a 7.000 milions d'anys.
- Sense satèl·lits naturals de gran mida.
- Atmosfera una mica més densa que la de la Terra i amb una concentració més alta d'oxigen.

Fins ara, no hi ha cap exoplaneta l'existència de què hagi pogut ser confirmada que reuneixi tots els requisits. El que més s'aproxima de moment és Kepler-442b, pertanyent a una nana taronja, amb un radi d'1,34 R⊕ i una massa de 2,34 M⊕; però amb una temperatura superficial estimada en -2,65 °C que el converteix en un psicroplaneta (considerant una atmosfera similar a la de la Terra). És possible que la seva mida més gran li hagi conferit una densitat atmosfèrica superior i que això, unit amb una major presència de gasos amb efecte d'hivernacle, suposi una temperatura real igual o més alta que la terrestre. En aquest cas, podria ser un planeta superhabitable. De moment, tot i que és el quart exoplaneta confirmat amb major índex de semblança amb la Terra (84%), és el que més probabilitats té d'acollir algun tipus de vida.

### Aspecte
| «              | La Terra gairebé frega la vora interior de la zona habitable del sistema solar —l'àrea en la qual les temperatures permeten als planetes de tipus Terra tenir aigua líquida superficial. Des d'aquesta perspectiva, la Terra és només marginalment habitable. Això ens dugué a la pregunta: ¿podria haver-hi entorns més hospitalaris a planetes terrestres? | » |
| — René Heller. | |   |

L'aparença d'un planeta superhabitable ha de ser, en línies generals, molt similar a la de la Terra. Les principals diferències, complint el perfil vist anteriorment, serien les derivades de la seva massa. La seva atmosfera més densa probablement evitarà la presència de casquets polars, com a conseqüència de la menor diferència tèrmica entre les diferents regions del planeta. També tindrà una major concentració de núvols i de precipitacions.
Probablement, la vegetació serà molt diferent, a causa de la major densitat atmosfèrica, precipitacions i temperatura; i a la llum estel·lar. Pel tipus de llum emesa per les estrelles de tipus K, possiblement les plantes adoptaran tons com el groc, el taronja o el vermell en funció de la massa estel·lar (groc-verdós per a les nanes taronges més massives, vermell-marró per a les més petites), davant del verd predominant a la Terra. La vegetació cobriria regions més àmplies que a la Terra, fent clarament visible la seva tonalitat des de l'espai.
En general, el clima d'un planeta superhabitable seria més càlid, humit, homogeni i estable que el terrestre, permetent que la vida s'estengués per tota la seva superfície sense presentar grans diferències poblacionals (característiques de les zones més inhòspites de la Terra en comparació amb les regions tropicals). Les condicions d'aquests planetes podrien ser suportables per a l'ésser humà fins i tot sense protecció (vestit espacial) sempre que la composició atmosfèrica sigui tolerable per a l'home (amb absència de gasos tòxics), tot i que requeriria una certa adaptació a la major atracció gravitatòria que podria desenvolupar-se de manera natural (augment de la massa muscular, increment de la densitat òssia, etc.).

## Abundància

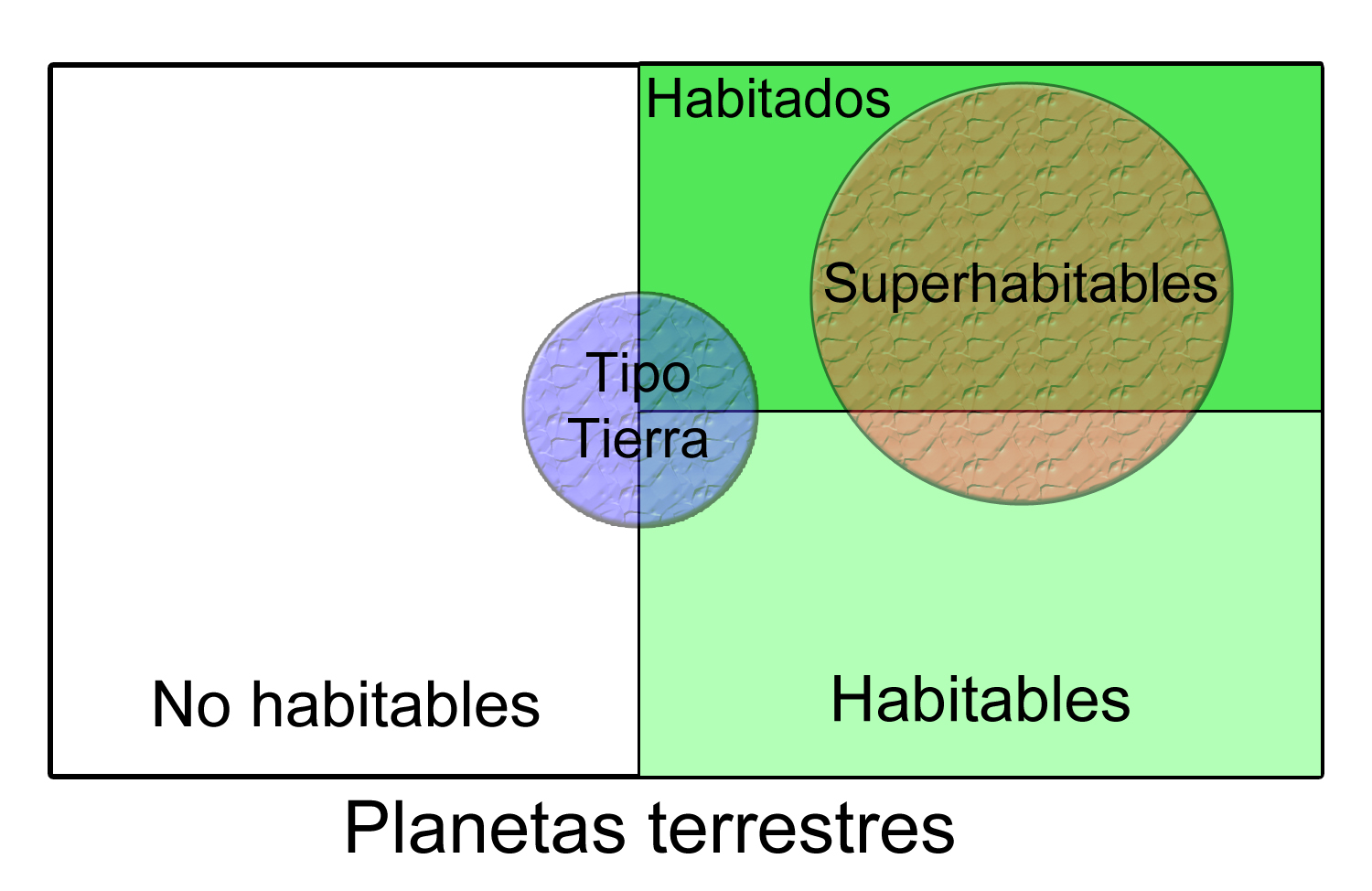
Conjunt i subconjunt de mons terrestres.

Els planetes superhabitables poden ser molt més abundants que els anàlegs terrestres. Per començar, les estrelles menys massives de la seqüència principal són més abundants que les de major mida i lluminositat, per la qual cosa hi ha més nanes taronges que anàlegs solars (que són més massius i lluminosos). Es calcula que aproximadament el 9% de les estrelles de la Via Làctia són de tipus K.
Un altre dels punts a favor de la ubiqüitat d'aquesta classe de planetes és la relació directa entre la seva massa i bona part de les característiques típiques d'un món superhabitable. Un cos planetari proper a les 2 M⊕ acomplirà millor la seva tectònica de plaques i tindrà una superfície més gran que un de massa similar a la de la Terra. D'igual manera, és probable que els seus oceans siguin menys profunds per l'efecte de la gravetat sobre l'escorça del planeta, que el seu camp gravitatori sigui més intens i que tingui una atmosfera més densa (d'aquest últim punt s'infereix que la seva temperatura possiblement serà més alta i homogènia que en un de menys massiu).
Com que els planetes superhabitables són més aptes per a la vida que els similars a la Terra, segons Heller i Armstrong, aquesta també deu aparèixer amb més facilitat. Així doncs, suposant un nombre de planetes superhabitables idèntic al de planetes anàlegs a la Terra, hi hauria un percentatge més alt dels primers amb vida sobre la seva superfície. Tanmateix, considerant el més gran nombre de planetes superhabitables, és probable que la xifra real de mons d'aquest tipus que acollin algun tipus de vida sigui fins i tot més diferent.